# Georgi Konstantinowitsch Romanow

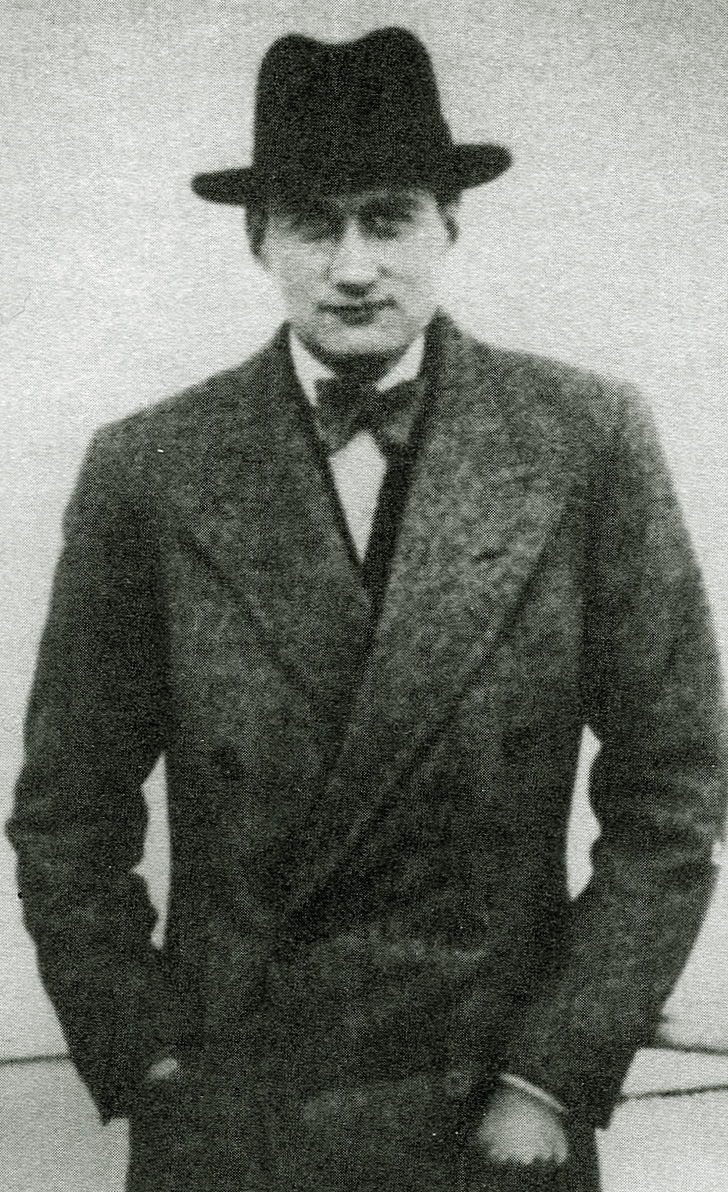
Prinz Georgi Konstantinowitsch in den 1920er Jahren

Prinz Georgi Konstantinowitsch Romanow (russisch Георгий Константинович Романов; * 23. Apriljul. / 6. Mai 1903greg. in Pawlowsk, Russland; † 7. November 1938 in New York City, USA) war ein Mitglied des Hauses Romanow-Holstein-Gottorp.

## Leben
Georgi war der sechste und jüngste Sohn von Großfürst Konstantin Konstantinowitsch Romanow (1858–1915) und seiner Gattin Prinzessin Elisabeth von Sachsen-Altenburg (1865–1927), Tochter des Prinzen Moritz von Sachsen-Altenburg und Prinzessin Augusta Luise von Sachsen-Meiningen.
Im Anschluss an die Oktoberrevolution flüchtete er mit seiner Familie an Bord des schwedischen Schiffs Angermanland über Tallinn nach Helsinki und dann über Mariehamn nach Stockholm. In London studierte er Design und wurde in New York City ein erfolgreicher Innenarchitekt. Georgi starb während einer Operation im Alter von 35 Jahren.

## Erwähnenswertes
- Am 14. Juli 1886 modifizierte Zar Alexander III. die Hausgesetze der Romanows, indem er den Titel „Großfürst“ bzw. „Großfürstin“ auf die Kinder und Enkel in der männlichen Linie eines Zaren einschränkte. Entfernte Nachkommen würden künftig den Titel „Kaiserlicher Prinz“ bzw. „Kaiserliche Prinzessin“ tragen. So war Georgi, ein Urenkel von Zar Nikolaus I., nur ein „Kaiserlicher Prinz“ von Geburt.